# ブロックバスター (企業)

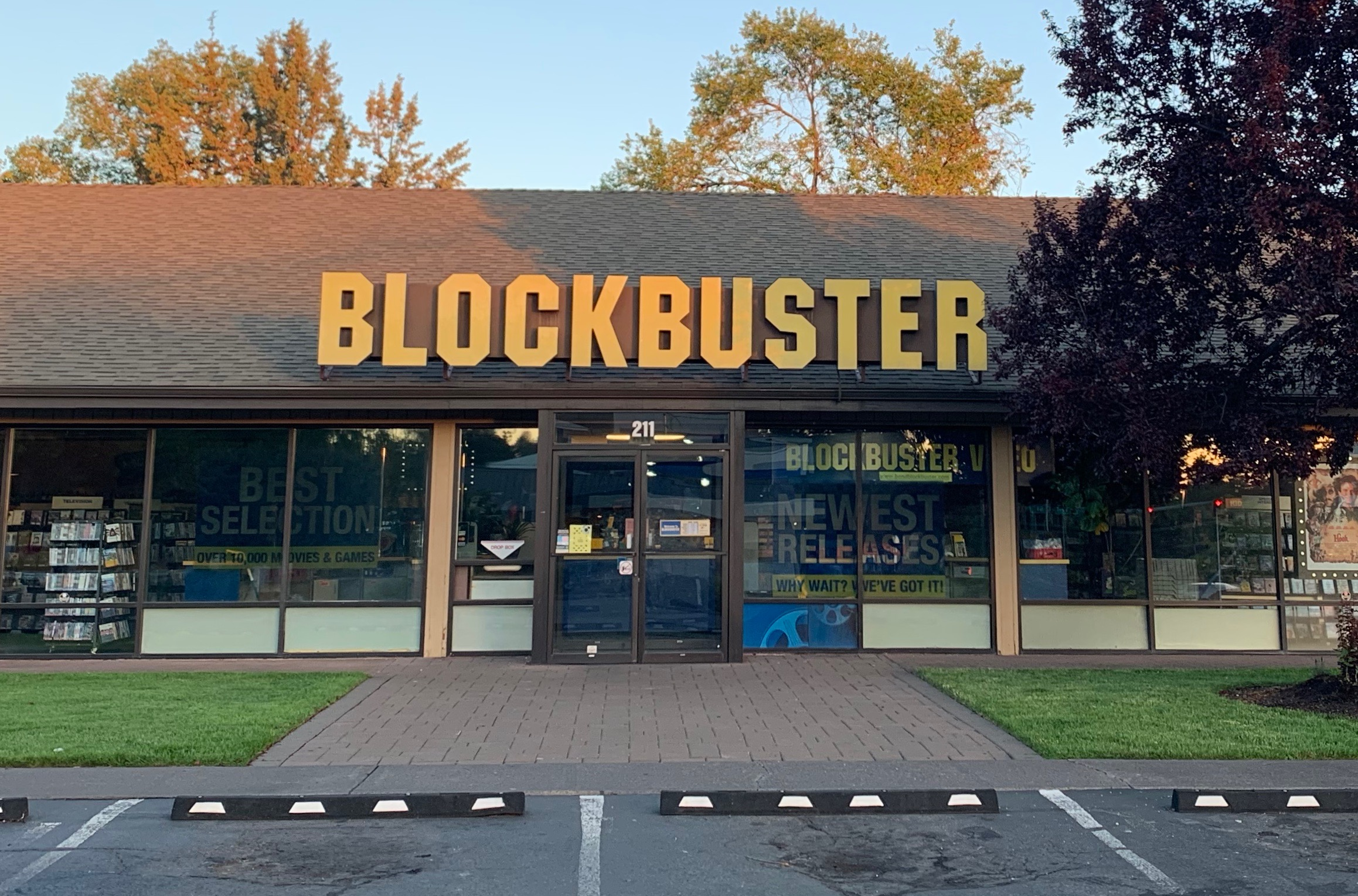
オレゴン州ベンドのブロックバスター

ブロックバスター（英語：Blockbuster LLC）は、かつて存在したアメリカ合衆国に本拠地を置いていたビデオ・DVDのレンタルチェーン店である。
国によって、店舗型レンタルに加え、宅配方式、ストリーミング型インターネット動画配信サービス、映画館運営などの事業を展開していた。
2004年のピーク時は6万人以上の従業員で、世界中に9,000店舗以上展開していた。カナダ、オーストラリア、ブラジル、デンマーク、アイルランド、ペルー、イギリス、日本などでも事業展開していた。

## 概要
全米各地、およそ3,000店舗を展開し、ビデオ・DVDのレンタルチェーン店を展開していたが、2000年代後半以後に経営が悪化し、2010年9月に連邦倒産法第11章を申請して倒産に追い込まれた。
その後もストリーミング型インターネット動画配信サービスの普及により、店舗型レンタルの需要が先細りが続き、2014年1月12日をもって約300のアメリカ合衆国国内全直営店を閉鎖、その後も約50店のフランチャイズ店舗が営業を続けていたが、2018年初めにさらに数店が営業を終え、アラスカ州で営業していた2店舗が7月16日をもって事実上閉店、国内における実店舗がオレゴン州ベンドの1店（北緯44度4分2.1秒 西経121度18分12.8秒 / 北緯44.067250度 西経121.303556度）になる見込みとアメリカのメディアが報じた。

## 倒産の経緯
NetflixやHulu、Amazon Unboxといったインターネット動画サービスの台頭、スマートフォンによるアグリゲーターアプリ普及がブロックバスター倒産の原因と目されている。2000年にビデオやDVDのネットレンタル事業がメインだったNetflixが自社を5000万ドルで売却する話を持ちかけたが、ブロックバスター側が拒否して破談となったことがある。
顧客ニーズが変化し、電子メールによるオーダーやオンラインでの注文といった事業モデルへの適応が遅れたことで、2010年に「DVDレンタル」というビジネス形態は業界2位のハリウッドビデオやブロックバスターが立て続けに倒産することになった。

## 各国での運営
アメリカ、デンマーク、ドイツ、ノルウェー、イギリス、日本、香港、イスラエル、ブラジル、ペルーなどに展開していた。

### カナダ
カナダでの運営は当初比較的財政的に安定しており、2009年にウインド・モバイルと提携、店内で携帯電話の販売を行なっていた。2010年に破産管財人傘下に陥り、全体の35%に当たる146店の閉鎖を発表。その後、売却先が見つからず2011年末に全ての店舗を閉鎖、事業を終了した。

### ブラジル
2007年1月127店舗展開していたが、アメリカナスに買収された
。

### 日本
実業家の藤田田が主宰する「藤田商店」が、1991年に日本法人としてのフランチャイズ契約を結び、「日本ブロックバスター株式会社」を設立。
関東を中心にチェーン展開していたが、1999年にゲオに事業譲渡。この際「ブロックバスター」の店舗は全てゲオに転換され、日本から撤退した。